# NGC 2119
NGC 2119 is een elliptisch sterrenstelsel in het sterrenbeeld Orion. Het hemelobject werd op 9 januari 1880 ontdekt door de Franse astronoom Édouard Jean-Marie Stephan.

## Synoniemen
- UGC 3380
- PGC 18136